# St. Nikolaus (Eppisburg)

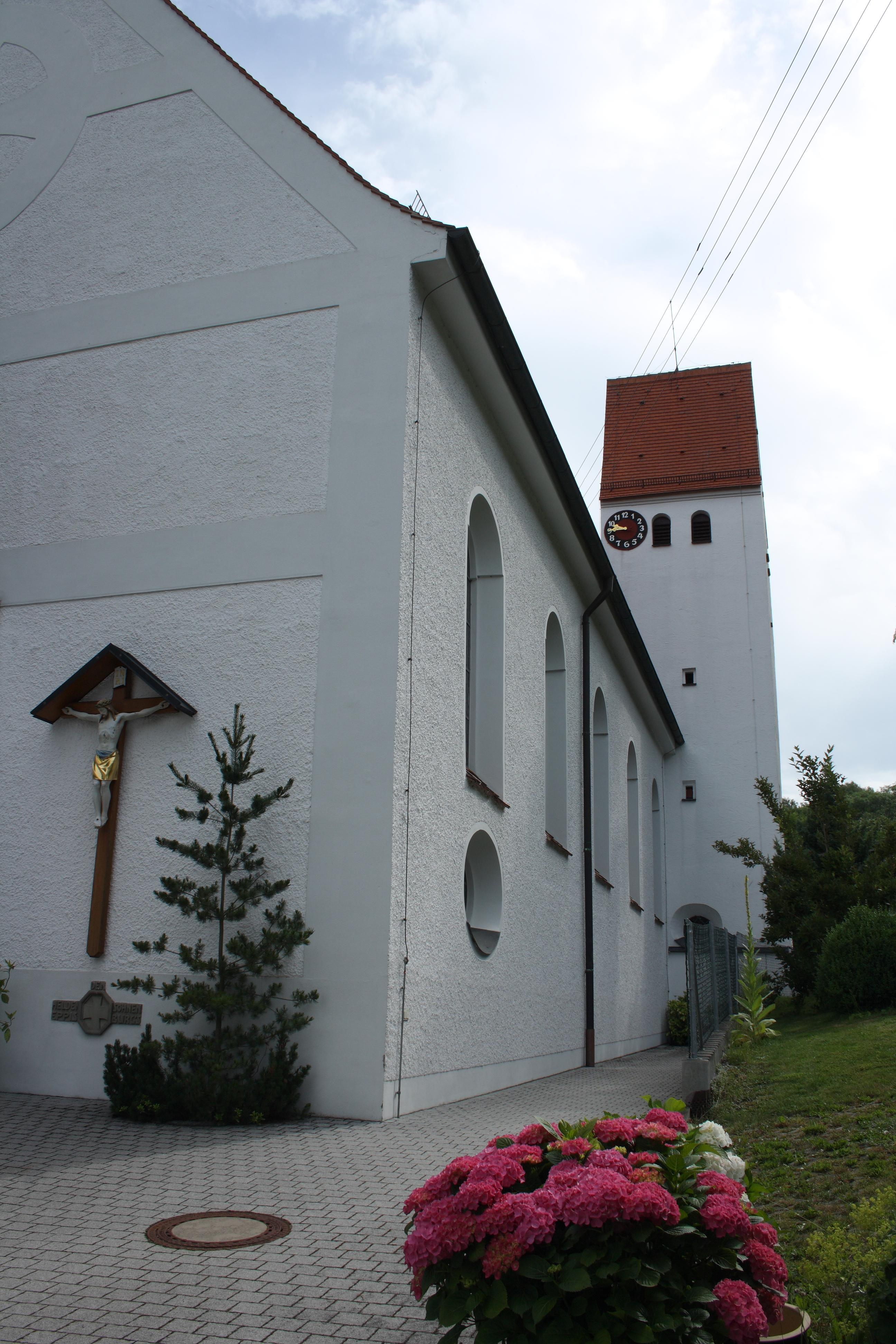
St. Nikolaus in Eppisburg

Die römisch-katholische Pfarrkirche St.  Nikolaus steht in Eppisburg, einem Ortsteil von Holzheim im schwäbischen Landkreis Dillingen an der Donau von Bayern. Das Bauwerk ist in der Liste der Baudenkmäler in Holzheim (bei Dillingen an der Donau) als Baudenkmal unter der Nr. D-7-73-140-12 eingetragen. Die Pfarrei gehört zum Dekanat Dillingen des Bistums Augsburg.

## Beschreibung
Eine Kirche wurde bereits 1285 erstmals urkundlich erwähnt. Die heutige Saalkirche wurde zwischen 1922 und 1924 nach den Plänen des Münchner Architekten Lorenz Ungewitter errichtet. Sie besteht aus einem Langhaus, einem eingezogenen, dreiseitig geschlossenen Chor im Osten und einem Chorflankenturm an der Südwand, der im Kern noch von der alten Kirche stammt. Sein oberstes Geschoss, auf dem quer ein Satteldach sitzt, beherbergt die Turmuhr und den Glockenstuhl mit drei Kirchenglocken. Um 1770/80 hat Johann Michael Fischer die Statuen des Ulrich von Augsburg, der Afra von Augsburg, des Augustinus von Hippo und des Ambrosius von Mailand geschaffen. Die Orgel mit 18 Registern, 2 Manualen und einem Pedal wurde 2011 von Andreas Offner errichtet.